# یدالله قرایی
یدالله قرایی (۱۳۰۷–۲۰ بهمن ۱۳۸۲) شاعر ایرانی بود. او دانش‌آموختهٔ دانشگاه فردوسی مشهد و از دوستان نزدیکِ علی شریعتی، مهدی اخوان ثالث، عماد خراسانی، محمد قهرمان و محمدرضا شفیعی کدکنی بود.
شعر باغ بی‌برگی اثر اخوان‌ثالث به او تقدیم شده‌است.

## نقد اشعار
محمود مشرف آزاد تهرانی، قرایی را شاعر «اندیشه و مضمون» می‌داند و در نقد اشعار او می‌نویسد: «هم شعرهای به شیوه کهن و هم شعرهای نوآورانه قرائی، مضامینی تازه دارند، با کنایات و تلمیحاتی که به شعرش عمق معنایی می‌دهد اما در شعرهای جدید اوست که شعر بافتی منسجم یافته‌است و افق دید شعر، وسیع‌تر شده. شکل‌های جدید شعری به شاعر امکان می‌دهند که به ساختی یکدست و هم‌پیوند (اورگانیک) در شعر دست یابد، و این امتیاز بزرگ شعر جدید نیمایی است.»

## آثار
- چه‍ل و چ‍ن‍د س‍ال ب‍ا ام‍ی‍د، ی‍دال‍ل‍ه ق‍رای‍ی، ت‍ه‍ران: ب‍زرگ‍م‍ه‍ر، ۱۳۷۸
- زن‍ده ج‍اری، ی‍دال‍ل‍ه ق‍رای‍ی، ت‍ه‍ران: زم‍س‍ت‍ان، ۱۳۷۹